# Lech Bafia
Lech Bafia (ur. 3 lutego 1932 w Lipowcu, obecnie dzielnica Augustowa, zm. 18 maja 2017) – polski działacz partyjny, komunista, prezes Polskiego Związku Narciarskiego (1984–1988).

## Życiorys
Brat działacza państwowego i partyjnego Jerzego Bafii. Był pułkownikiem Wojska Polskiego. Należał do PZPR. Piastował między innymi funkcję naczelnika miasta Zakopanego, zaś w latach 1975–1980 wojewody nowosądeckiego. W tym czasie doprowadził między innymi jako naczelnik do usunięcia postawionego na prywatnej posesji przez byłego żołnierza AK – Pawła Świstaka, pomnika upamiętniającego gen. Władysława Sikorskiego, a następnie już jako wojewoda nowosądecki odmówił wydania pomnika. W czerwcu 1977 natomiast powołał specjalne zespoły do rozwiązywania katolickich obozów młodzieżowych Ruchu Światło-Życie jako przedsięwzięć nielegalnych.
W latach 1984–1988 był prezesem Polskiego Związku Narciarskiego. Działał w Polskiej Partii Socjalistycznej po jej zjednoczeniu, przez blisko 20 lat (od początku lat 90.) zasiadając w jej władzach centralnych.
Zmarł 18 maja 2017. Został pochowany w Kościelisku.